# Федеральное агентство водных ресурсов
Федеральное агентство водных ресурсов Российской Федерации (Росводресурсы) —федеральный орган исполнительной власти, осуществляющий функции по оказанию государственных услуг и управлению федеральным имуществом в сфере водных ресурсов.
Росводресурсы находятся в ведении Министерства природных ресурсов и экологии Российской Федерации.
Агентство основано в 2004 году. С 25 февраля 2019 года Росводресурсы возглавляет Дмитрий Кириллов. В числе основных функций Агентства — обеспечение мероприятий по рациональному использованию, восстановлению и охране водных объектов, предупреждению и ликвидации негативного воздействия вод (затопления, наводнения).

## Основные функции
- владение, пользование и распоряжение водными объектами, которые принадлежат государству;
- разработку и реализацию схем комплексного использования и охраны водных объектов; установку режимов работы водохранилищ; разработку автоматизированных систем сбора, обработки, анализа, хранения и выдачи информации о состоянии водных объектов, водных ресурсах отдельным ее регионам, речным бассейнам;
- государственный контроль водных объектов и организацию его проведения;
- установление, документирование и утверждение количества речных бассейнов и подбассейнов рек, а также их границ;
- взаимодействие с населением — оказание государственных услуг по предоставлению информации, связанной со стоянием и использованием водных объектов, находящихся в собственности государства.

## Руководители агентства
- Хамитов Рустэм Закиевич, руководитель (22 марта 2004 г., № 393-р — 20 мая 2009 г., № 694-р)
- Селивёрстова Марина Валерьевна (15 июля 2009 г., № 965-р — 10 июня 2016 г.)
- Никаноров Вадим Анатольевич (временно исполнял обязанности с 2016 −2019 г.)
- Кириллов Дмитрий Михайлович (25.02.2019 г.)

## Структура центрального аппарата агентства
- Управление регулирования водохозяйственной деятельности
- Управление планирования и реализации водохозяйственных программ
- Управление администрирования доходов, реализации бюджетной политики и управления федеральным имуществом в сфере водных ресурсов
- Управление трансграничных вод, ресурсов обеспечения деятельности и развития человеческого потенциала

## Территориальные органы
- Амурское БВУ −19,20
- Верхне-Волжское БВУ-8
- Верхне-Обское БВУ −13
- Двинско-Печорское БВУ −3
- Донское БВУ-5
- Енисейское БВУ −16, 17
- Западно-Каспийское БВУ-7
- Камское БВУ-10
- Крымское БВУ −21
- Кубанское БВУ-6
- Ленское БВУ −18
- Московско-Окское БВУ −4,9
- Невско-Ладожское БВУ −1,2
- Нижне-Волжское БВУ-11, 12
- Нижне-Обское БВУ −14,15

Они обслуживают 21 бассейновый округ.

## Подведомственные организации
- Федеральное государственное бюджетное учреждение «Фонд информации по водным ресурсам» (ФГБУ «Акваинфотека»)
- Федеральное государственное бюджетное учреждение «Российский научно-исследовательский институт комплексного использования и охраны водных ресурсов» (ФГБУ «РосНИИВХ»)
- Федеральное государственное водохозяйственное бюджетное учреждение «Центррегионводхоз» (ФГБВУ «Центррегионводхоз») и его филиалы